# 지방도 제427호선
지방도 제427호선은 강원특별자치도 태백시 통동 통리삼거리와 삼척시 근덕면 동막리 동막 교차로를 잇는 강원특별자치도의 지방도이다.
원래 대부분의 구간이 매우 험준하여 차량이 다니기 불편했으나 2001년에 문의재터널이 개통되고, 2008년 12월 26일에 구사터널이 개통되어 전체 연장이 약 3km 줄어들고 운행 시간도 절반 가까이 줄여 교통 환경이 크게 개선되었다.

## 역사
- 2001년 6월 9일 : 문의재터널 선형개량공사로 인해 삼척시 노곡면 상마읍리 ~ 도계읍 신리 2.42km 구간 도로구연 변경[2]
- 2002년 6월 1일 : 삼척시 도계읍 심포리 ~ 신리 확포장공사로 인해 7.5km 구간 도로구역 변경[3]
- 2003년 2월 15일 : 노선 폐지 및 재지정[4]
- 2004년 2월 14일 : 수해복구공사로 선형이 변경되면서 삼척시 근덕면 동막리 380m 구간 도로구역 변경[5]
- 2004년 8월 21일 : 통리 ~ 신리간 도로 확포장공사로 인해 태백시 황지동 ~ 삼척시 근덕면 동막리 7.5km 구간 도로구역 변경[6]
- 2010년 2월 8일 : 삼척시 도계읍 구사리 ~ 구사리 교차로 구간 4.58km 개통, 기존 도계읍 구사리 중촌 교차로 ~ 구사리 교차로 3.74km 구간 폐지.[7]
- 2014년 10월 2일 : 통리 ~ 신리간 도로(삼척시 도계읍 구사리 ~ 신리) 구간 1.8km 개통, 기존 도계읍 구사리 교차로 ~ 반정 교차로 2.56km 구간 폐지.[8]
- 2016년 12월 22일 : 통리 ~ 신리간 도로(태백시 통동 ~ 삼척시 도계읍 심포리, 삼척시 도계읍 신리) 총 2.71km 구간 개통, 기존 태백시 통동 ~ 삼척시 도계읍 심포리 630m 구간 폐지[9]

## 주요 경유지
- 태백시
  - 통동 통리삼거리

- 삼척시
  - 도계읍 구사리 - 구사1교 - 중촌 교차로 - 구사2교 - 구사터널(910m) - 구사3교 - 신리교 - 구사리 교차로 - 반정 교차로 - 장원초등학교 신리분교(폐교) - 신리 교차로 - 신리 - 문의재터널(1370m)
  - 노곡면 문의재터널(1370m) - 마읍교 - 상마읍리 - 중마읍리 - 근덕초등학교 마읍분교 - 하마읍리
  - 근덕면 토점교 - 식송교 - 동막리 - 근덕초등학교 동막분교 - 동막 교차로

## 도로명
- 태백시 통동 통리삼거리 ~ 삼척시 근덕면 동막리 : 문의재로
- 삼척시 근덕면 동막리 ~ 동막 교차로 : 방재로